# Гріббом
Гріббом (нім. Gribbohm) — громада в Німеччині, розташована в землі Шлезвіг-Гольштейн. Входить до складу району Штайнбург. Складова частина об'єднання громад Шенефельд.
Площа — 13,23 км2. Населення становить 428 ос. (станом на 31 грудня 2020).